# Alexander Lecaros
Alexander Lecaros Aragón (Cusco, 13 de octubre de 1999) es un futbolista peruano. Juega como extremo izquierdo y su equipo actual es el Comerciantes Unidos de la Liga 1 del Perú.

## Trayectoria
Lecaros fue formado en las menores del Cusco F. C., anteriormente denominado Real Garcilaso. Con este equipo debutó el 5 de marzo de 2016, en el empate por 2-2 entre Garcilaso y Juan Aurich. En su primera temporada acumuló una buena cantidad de tiempo de juego, disputando un total de 23 partidos. Desde entonces jugó al menos 15 partidos cada temporada en el club cusqueño.
El 26 de octubre de 2017 marcó el primer tanto de su carrera en la derrota por 3-2 ante Alianza Atlético. En 2019, anotó su segundo gol en la goleada por 4-0 sobre Unión Comercio. Esa temporada fue el segundo máximo asistidor de su equipo, dando 4 pases gol con Garcilaso. En cuatro años en el equipo anotó dos goles y dio 5 asistencias en 81 partidos de liga hasta el fin de su contrato.

### Botafogo
El 23 de diciembre de 2019 fue anunciado como nuevo futbolista del Botafogo de Brasil, llegando como jugador libre y firmando un contrato por dos años, convirtiéndose en el primer jugador peruano en partir al extranjero para la temporada 2020.
El 20 de enero de 2020 debutó en un partido amistoso contra el Vitoria ES ingresando al campo de juego en el minuto 77. Luego de ser incluido varias veces en lista pero sin poder ingresar, hizo su debut oficial el 28 de junio de 2020 jugando 5 minutos en el triunfo por 6-2 sobre Cabofriense por el Campeonato Carioca 2020. En aquel encuentro reemplazó a Bruno Nazário y asistió en el último gol de su equipo a Caio Alexandre.

## Selección nacional
Lecaros fue convocado en el microciclo de la Selección de Perú sub-18 en el 2017.

## Estadísticas

### Clubes
Actualizado al último partido disputado el 20 de septiembre de 2023.
| Club | Div.          | Temporada     | Liga  | Liga  | Liga estatal(1) | Liga estatal(1) | Copas nacionales(2) | Copas nacionales(2) | Copas internacionales(3) | Copas internacionales(3) | Total | Total |
| Club | Div.          | Temporada     | Part. | Goles | Part.           | Goles           | Part.               | Goles               | Part.                    | Goles                    | Part. | Goles |
| --- | ------------- | ------------- | ----- | ----- | --------------- | --------------- | ------------------- | ------------------- | ------------------------ | ------------------------ | ----- | ----- |
| Real Garcilaso · Perú | 1.ª           | 2016          | 23    | 0     | —               | —               | —                   | —                   | 0                        | 0                        | 23    | 0     |
| Real Garcilaso · Perú | 1.ª           | 2017          | 17    | 1     | —               | —               | —                   | —                   | —                        | —                        | 17    | 1     |
| Real Garcilaso · Perú | 1.ª           | 2018          | 15    | 0     | —               | —               | —                   | —                   | 1                        | 0                        | 16    | 0     |
| Real Garcilaso · Perú | 1.ª           | 2019          | 26    | 1     | —               | —               | 3                   | 0                   | 2                        | 0                        | 31    | 1     |
| Real Garcilaso · Perú | Total club    | Total club    | 81    | 2     | 0               | 0               | 3                   | 0                   | 3                        | 0                        | 87    | 2     |
| Botafogo · Brasil | 1.ª           | 2020          | 11    | 0     | 2               | 0               | 1                   | 0                   | —                        | —                        | 14    | 0     |
| Botafogo · Brasil | Total club    | Total club    | 11    | 0     | 2               | 0               | 1                   | 0                   | 0                        | 0                        | 14    | 0     |
| Avaí F. C. · Brasil | DM            | 2021          | 1     | 0     | 0               | 0               | 0                   | 0                   | —                        | —                        | 1     | 0     |
| Avaí F. C. · Brasil | Total club    | Total club    | 1     | 0     | 0               | 0               | 0                   | 0                   | 0                        | 0                        | 1     | 0     |
| Carlos A. Mannucci · Perú | 1.ª           | 2022          | 16    | 0     | 0               | 0               | 0                   | 0                   | —                        | —                        | 16    | 0     |
| Carlos A. Mannucci · Perú | 1.ª           | 2023          | 11    | 0     | 0               | 0               | 0                   | 0                   | —                        | —                        | 11    | 0     |
| Carlos A. Mannucci · Perú | Total club    | Total club    | 27    | 0     | 0               | 0               | 0                   | 0                   | 0                        | 0                        | 27    | 0     |
| Total carrera | Total carrera | Total carrera | 120   | 2     | 2               | 0               | 4                   | 0                   | 3                        | 0                        | 129   | 2     |
| (1)Incluye datos del Campeonato Carioca (2020). (2)Incluye datos de la Copa Bicentenario (2019). (3)Incluye datos de la Copa Libertadores de América (2018 y 2019). |               |               |       |       |                 |                 |                     |                     |                          |                          |       |       |

## Palmarés

### Campeonatos nacionales
- 1 Subcampeonato Primera División del Perú: 2017